# Aimé Freyssinet
Aimé Freyssinet, né le 10 juin 1881 à Larche, et mort le 2 décembre 1947 à Brest, est un architecte français.

## Biographie
Aimé Freyssinet est étudiant en architecture à l’école nationale supérieure des beaux-arts de Lyon et élève d’Henri Deglane. Il est diplômé en 1908. Il est le frère de Eugène Freyssinet le père du béton précontraint.
Il s’installe comme architecte à Brest avant la Première Guerre mondiale. Il construit de nombreux bâtiments dont deux immeubles Art déco qui ont résisté à la seconde guerre mondiale. Il propose un projet pour la construction de l’école navale de Brest.

## Principales réalisations
- 1919 : Cinéma, 9 rue Armorique à Brest
- 1924-1926 : Palais du commerce 27 rue d’Aiguillon à Brest[3]
- 1926 : Maisons 28 à 32 rue Branda à Brest
- 1926 : Immeuble, 24 boulevard Gambetta à Brest[4]
- Vers 1935 : Le Cottage, 12 boulevard de la Plage, Morgat[5]